# 카를로스 산소레스
카를로스 아드리안 산소레스 아세베도(스페인어: Carlos Adrian Sansores Acevedo, 1997년 6월 25일~)는 멕시코의 태권도 선수이다. 2020년 하계 올림픽과 2024년 하계 올림픽에 참가했으며 세계 태권도 선수권 대회에서 금메달 1개, 은메달 2개, 팬아메리칸 게임에서 금메달 1개, 동메달 1개, 팬아메리카 선수권 대회에서 금메달 2개, 동메달 1개를 획득했다.